# Joakim Lundström
Gert Joakim Lundström, född 25 februari 1984 i Gävle, är en svensk professionell ishockeymålvakt som spelar i Leksands IF.
Lundström har tidigare spelat i Timrå IK, HIFK Helsingfors, Frölunda HC, Brynäs IF och Sundsvall Hockey, men började sin karriär i Strömsbro IF. Han har även spelat i U18-, U19- och U20-landslaget samt i TV-pucken för Gästrikland.